# Товар, Лупита
Гваделупа Наталия «Лупита» Товар (исп. Guadalupe Natalia «Lupita» Tovar; 27 июля 1910, Оахака-де-Хуарес, Мексика — 12 ноября 2016, Лос-Анджелес, США) — мексиканская актриса.

## Биография
Её кинокарьера стартовала благодаря классику документального кино Роберту Флаэрти, который обнаружил её во время выступлений в школьных постановках в Мехико. В 1929 году переехала в Голливуд, где серьёзно занялась становлением своей карьеры — она брала уроки игры на гитаре, испанских танцев и английского языка.
Первое время она работала на радио, а вскоре дебютировала на большом экране в фильме «Скрытая женщина». Большого успеха она достигла двумя годами позже после роли Евы в испаноязычной версии фильма ужасов «Дракула» 1931 года с Карлосом Виллариосом в главной роли. Следующим крупным успехом стала главная роль в мексиканской кинокартине «Санта» в 1932 году, на волне популярности которой в Мексике вышла почтовая марка с изображением актрисы.
В том же году вышла замуж за кинопродюсера Пола Конера — еврейского иммигранта из Австро-Венгрии, работавшего в то время в Голливуде. В 1936 году она родила дочь Сьюзан Конер, ставшую как и мать, актрисой, а в 1939 году сына Панчо. Её внуки, Крис и Пол Вайц, стали продюсерами, участвовавшими в создании таких фильмов, как «Американский пирог», «Муравей Антц» и «Чокнутый профессор 2».
В 1945 году, после ещё ряда ролей в Голливуде, а также у себя на родине, завершила свою кинокарьеру.

## Избранная фильмография
| Год  |   | Русское название | Оригинальное название | Роль               |
| ---- | - | ---------------- | --------------------- | ------------------ |
| 1930 | ф | Король джаза     | King of Jazz          | помощница ведущего |